# Madagascarophis colubrinus
Espèce
Synonymes
- Dipsas colubrina Schlegel, 1837
- Eteirodipsas colubrina (Schlegel, 1837)
- Eteirodipsas colubrina var. citrina Boettger, 1877
- Madagascarophis colubrinus insularis Domergue, 1987

Statut de conservation UICN

 LC  : Préoccupation mineure
Madagascarophis colubrinus est une espèce de serpents de la famille des Lamprophiidae.

## Répartition
Cette espèce est endémique de Madagascar (île de Nosy Be comprise).

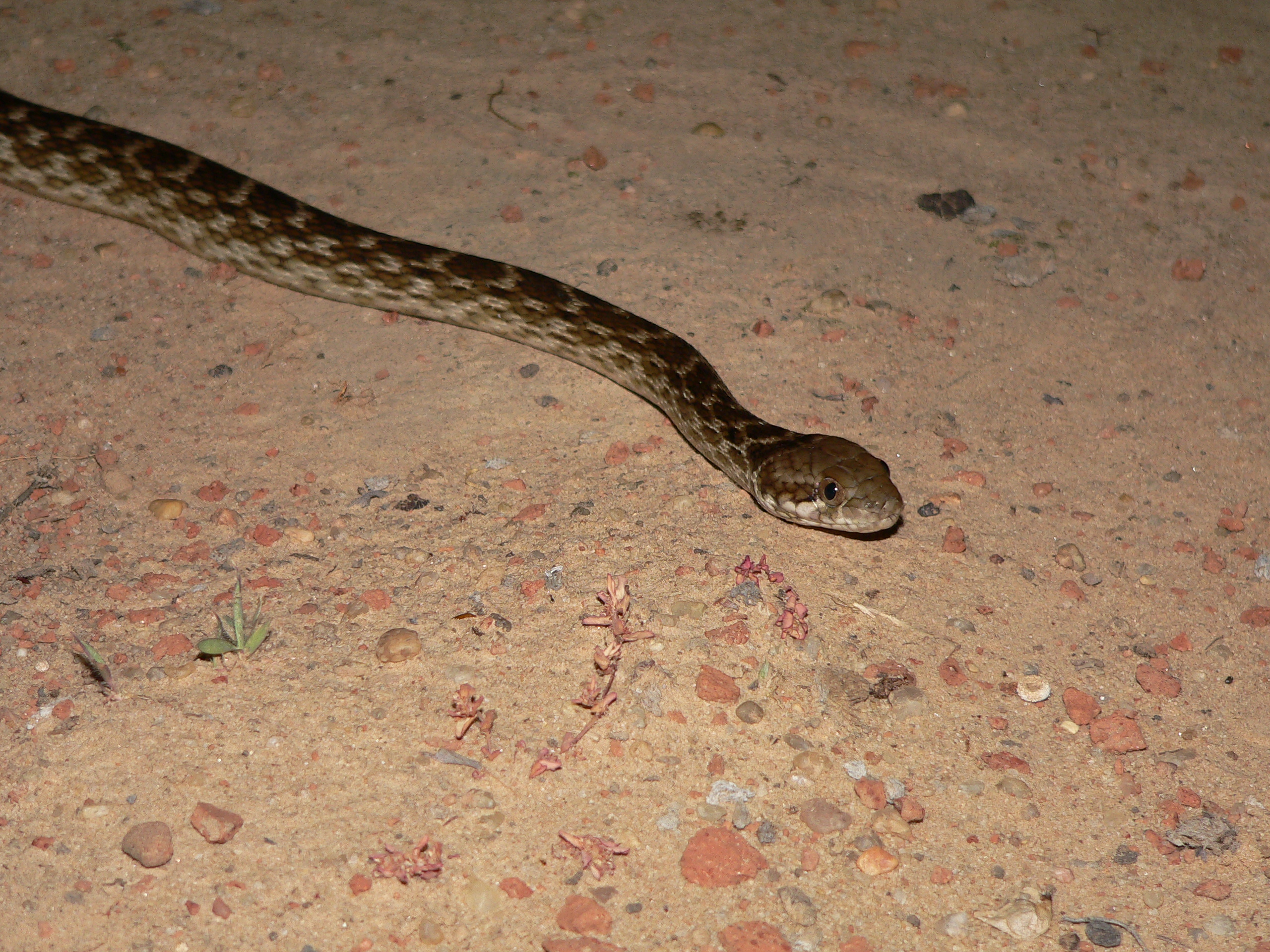

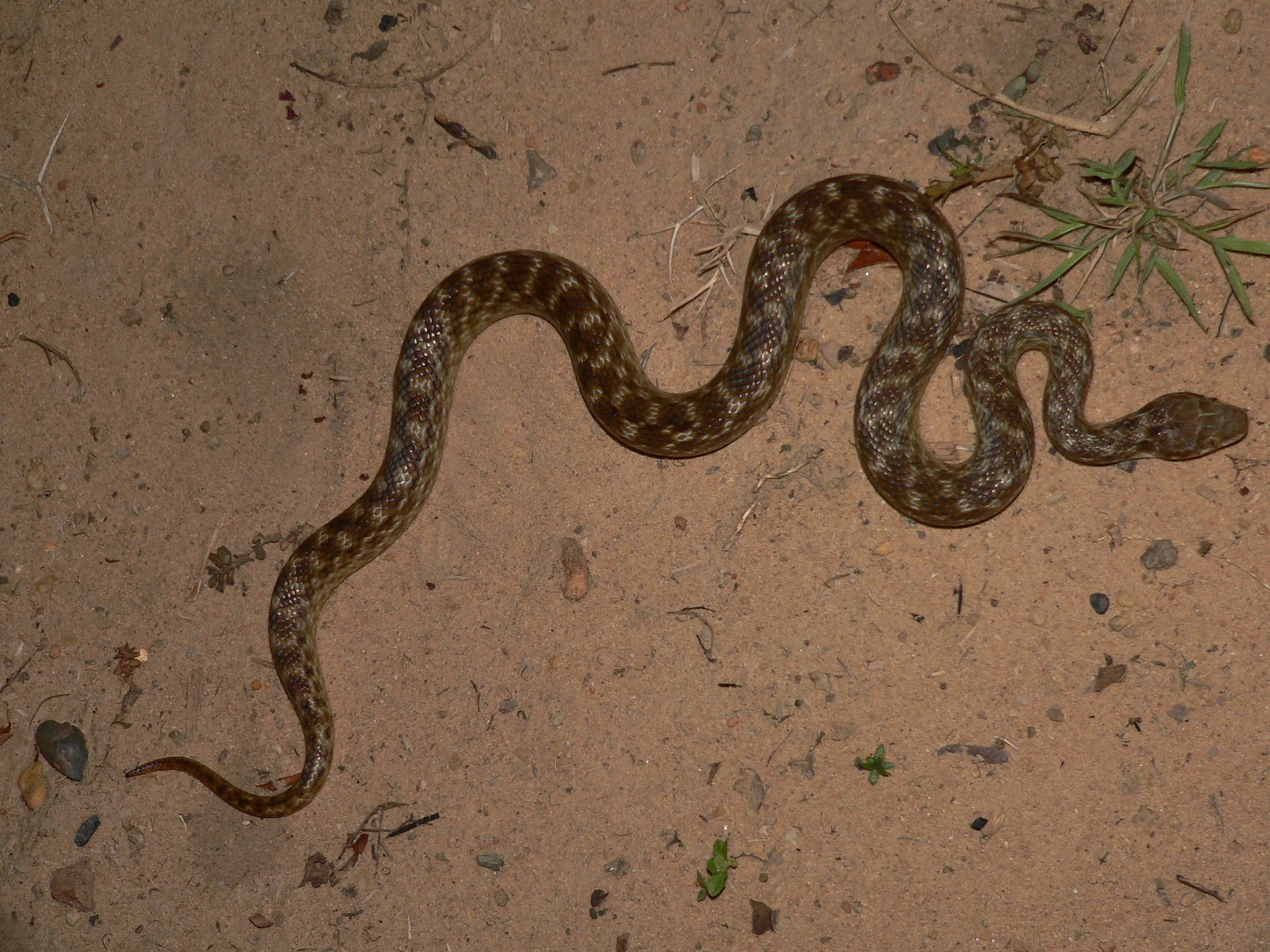

## Liste des sous-espèces
Selon The Reptile Database (18 décembre 2013) :
- Madagascarophis colubrinus citrinus (Boettger, 1877)
- Madagascarophis colubrinus colubrinus (Schlegel, 1837)
- Madagascarophis colubrinus occidentalis Domergue, 1987
- Madagascarophis colubrinus pastoriensis Domergue, 1987
- Madagascarophis colubrinus septentrionalis Domergue, 1987

## Publications originales
- Boettger, 1878 "1877" : Die Reptilien und Amphibien von Madagascar. I. Studien über Reptilien aus Madagascar. II. Aufzählung der bis jetzt von Madagascar bekannt gewordenen Reptilien und Amphibien. III. Bemerkungen über die verwandtschaftlichen und geographischen Beziehunge. Abhandlungen der Senckenbergischen Naturforschenden Gesellschaft in Frankfurt, vol. 11, p. 1-56 (texte intégral).
- Domergue, 1987 : Notes sur les serpents de la région malgache. 7. Révision du genre Madagascarophis Mertens 1952. Bulletin du Muséum national d’Histoire Naturelle de Paris, vol. 9, no 2, p. 455-489.
- Schlegel, 1837 : Essai sur la physionomie des serpens, La Haye, J. Kips, J. HZ. et W. P. van Stockum, vol. 1 (texte intégral) et vol. 2 (texte intégral).